# 雲斑無線鰨
雲斑無線鰨為輻鰭魚綱鰈形目鰨亞目舌鰨科的其中一種，為熱帶海水魚，分布於印度太平洋區，包括馬爾地夫、菲律賓、夏威夷群島海域，棲息深度18-293公尺，體長可達9.8公分，棲息在底層水域，生活習性不明。

## 扩展阅读
維基物種上的相關：雲斑無線鰨